# كيفن روزير
كيفن روزير (بالإنجليزية: Kevin Rosier؛ 6 يناير 1962 – 14 أبريل 2015) كان مقاتل كيك بوكسينغ ومقاتل فنون قتالية مختلطة.

## وصلات خارجية
- كيفن روزير على موقع بوكس ريك (الإنجليزية) (registration required)
- كيفن روزير على موقع يو إف سي (الإنجليزية)
- كيفن روزير على موقع شيردوغ (الإنجليزية)
- كيفن روزير على موقع Tapology.com (الإنجليزية)
- كيفن روزير على موقع IMDb (الإنجليزية)
- كيفن روزير على موقع قاعدة بيانات الفيلم (الإنجليزية)